# 王军成
王军成（1952年12月—），男，山东招远人，中国海洋监测技术专家，山东省科学院海洋仪器仪表研究所研究员、博士生导师，中国工程院院士。